# Розсвітовське сільське поселення (Ростовська область)
Розсвітовське сільське поселення — муніципальне утворення в Аксайському районі Ростовської області Росія.
Адміністративний центр поселення — селище Розсвіт.
Населення — 10771 особа (2010 рік).

## Географія
Розсвітовське сільське поселення розташовано на північному заході Аксайського району. Відстань до міста Аксай — 22 км.

## Історія
Із селищ, що входять до складу Розсвітовського сільського поселення, Розсвіт створено першим 24 травня 1932 року. Населені пункти Ковалівка й Золотий Колос утворено 21 вересня 1929 року; селище Красний Колос — 3 вересня 1945 року; селище Мускатний створено 7 вересня 1958 року; селище Степний — 30 квітня 1991 року; селище Аглос — 17 вересня 1953 року.

## Адміністративний устрій
До складу Розсвітовського сільського поселення належать:
- селище Розсвіт — 4958 осіб (2010 рік),
- селище Аглос — 86 осіб (2010 рік),
- селище Золотий Колос — 747 осіб (2010 рік),
- селище Ковалівка — 1305 осіб (2010 рік),
- селище Красний Колос — 998 осіб (2010 рік),
- селище Мускатний — 393 особи (2010 рік),
- селище Степовий — 2284 особи (2010 рік).

## Пам'ятки
- Свято-Кирило-Мефодієвський храм — розташовано у адміністративному центрі поселення.